# Ijenbach
Der Ijenbach ist ein knapp 3 Kilometer langer, westlicher und linker Zufluss der Biber im Kanton Zug. Er ist ein mittelsteiles, mittleres Fliessgewässer der montanen, karbonatischen Alpennordflanke.

## Geographie

### Verlauf
Der Bach entspringt auf einer Höhe von etwa 1060 m ü. M. im bewaldeten Tobel Ijen südöstlich des Chlausenchäppeli im Gebiet der Zuger Gemeinde Oberägeri. Das Quellgebiet mit mehreren kleinen Bächen liegt nördlich des Passübergangs Raten und auf der Südseite des Höhronenmassivs.
Der Bach fliesst auf seiner ganzen Länge durch Waldgebiete gegen Osten. Er entwässert mit zahlreichen kurzen Zuflüssen das stark reliefierte Gebiet südlich des Höhronen mit dem Gutschwald.
In seinem Einzugsgebiet liegen mehrere Feuchtgebiete und Moorlandschaften, die teilweise vom Kanton Zug unter Naturschutz gestellt wurden. Auf seinem letzten Abschnitt fliesst der Ijenbach nördlich des Weilers Wyssenbach durch das Tal Wyssenbachrusen, eine Erosionsrinne am Rand der Hügellandschaft der Gletschermoräne von Altmatt. Beim Weiler Gutsch führt die Strasse Biberbrugg-Raten-Oberägeri auf einem Damm über den Ijenbach. Die Strasse bildet die Nordgrenze der Moorlandschaft von Rothenturm-Altmatt-Biberbrugg, die zu den Moorgebieten von nationaler Bedeutung zählt. Kurz danach nimmt der Ijenbach von links das Gutschbächli, das zuvor ebenfalls die Ratenstrasse unterquert, als seinen grössten Zufluss auf, und nach dem letzten Abschnitt mündet er auf einer Höhe von ungefähr 858 m ü. M. von links in die aus dem Südwesten heranziehende Biber. Stellenweise hat der Ijenbach das Moränenmaterial bis auf den aus Nagelfluh bestehenden felsigen Untergrund weggeschwemmt.
Der etwa 2,8 km lange Bachlauf endet ungefähr 202 Höhenmeter unterhalb der Quelle, er hat somit ein mittleres Sohlgefälle von etwa 72 ‰.

### Einzugsgebiet
Das 4,08 km² grosse Einzugsgebiet des Ijenbachs liegt im Schweizer Mittelland und wird durch ihn über die Biber, die Alp, die Sihl, die Limmat, die Aare und den Rhein zur Nordsee entwässert.
Das Bachgebiet liegt zum grössten Teil, bis zur Ratenstrasse, im südlichen Bereich der «Glaziallandschaft zwischen Lorzentobel und Sihl mit Höhronenkette und Moorlandschaft Schwantenau» und mit dem letzten Abschnitt des Bachlaufs bis zur Mündung in die Biber in der «Moorlandschaft zwischen Rothenthurm und Biberbrugg». Beide Gebiete sind im Bundesinventar der Landschaften und Naturdenkmäler von nationaler Bedeutung definiert.
Das Einzugsgebiet grenzt
- im Osten an das Einzugsgebiet des Häxenbächlis, das in die Biber mündet;
- im Südosten an das der Biber direkt;
- im Südwesten an das des Moosrusenbachs, der über den Dorfbach Oberägeri in den Ägerisee entwässert;
- im Westen an das des Gireggbachs, der sich mit dem obigen zum Dorfbach Oberägeri vereinigt;
- im Nordwesten an das des Sparenbachs, der über den Nettenbach in die Sihl entwässert und
- im Norden an die Einzugsgebiete von Gripbach, Brandbach und Oerischwandbach  die alle drei in die Sihl münden.

Es besteht zu 75,5 % aus bestockter Fläche, zu 21,5 % aus Landwirtschaftsfläche, zu 1,7 % aus Siedlungsfläche und zu 1,4 % aus unproduktiven Flächen.
Die Flächenverteilung
Die mittlere Höhe des Einzugsgebietes beträgt 1028,1 m ü. M., die minimale Höhe liegt bei 862 m ü. M. und die maximale Höhe bei 1213 m ü. M.

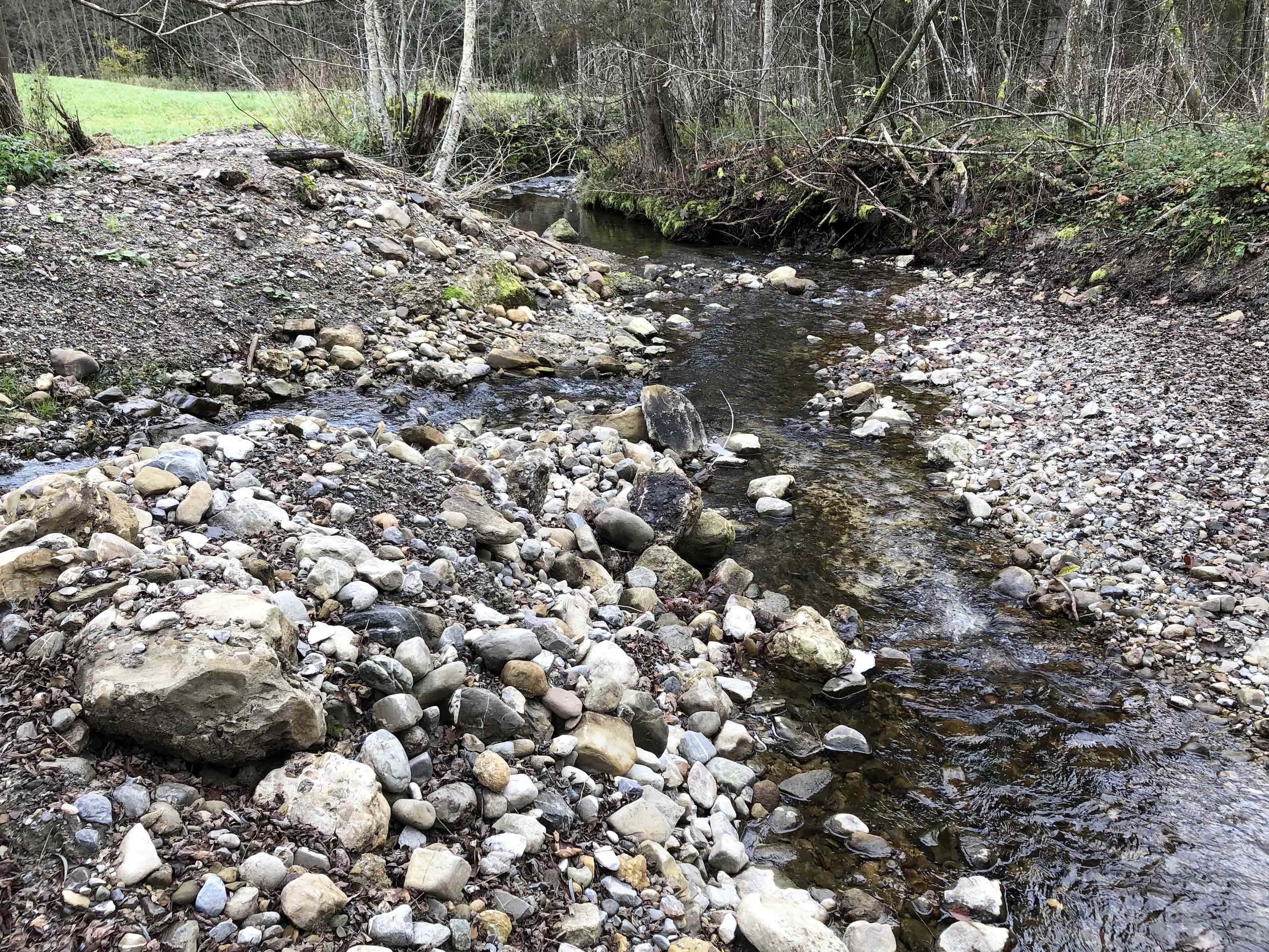
Ijenbach und Mündung des Gutschbächlis (von links) im Schutt der Gletschermoräne

### Zuflüsse
Reihenfolge von der Quelle zur Mündung.
- Euzenbächli (links), 0,7 km
- Rottanndlibach (rechts), 0,9 km
- Ijenschwändibächli (rechts), 0,7 km
- Wissenbach (rechts), 1,0 km
- Charstützenbach (links), 1,4 km, 0,96 km²
- Gutschbächli (links), 1,6 km

Quelle

## Hydrologie
Bei der Mündung Ijenbachs in die Biber beträgt seine modellierte mittlere Abflussmenge (MQ) 0,12 m³/s. Sein Abflussregimetyp ist  	nivo-pluvial préalpin und seine Abflussvariabilität beträgt 20.